# Rinorea laurentii
Rinorea laurentii är en violväxtart som beskrevs av De Wild.. Rinorea laurentii ingår i släktet Rinorea och familjen violväxter. Utöver nominatformen finns också underarten R. l. velutina.